# 7,12-ジメチルベンズ(a)アントラセン
7,12-ジメチルベンズ[a]アントラセン（7,12-dimethylbenz[a]anthracene）は、強い臓器特異的な発がん性物質である。7,12-ジメチルベンズ[α]アントラセンまたはDMBAとしても知られ、がん研究に広く用いられている。DMBAは必須な突然変異種として製造され、発がんイニシエーターとして供給されている。がん促進は二段階発がんのモデルにおいて、12-O-テトラデカノイルホルボール 13-アセタート（TPA）による処理とともに誘導することができる。この物質は容易にがんを発生させることが出来るため、多くのがん研究を可能にしている。